# Bob Persichetti
Pour les articles homonymes, voir Persichetti.
 (août 2020).
Si vous disposez d'ouvrages ou d'articles de référence ou si vous connaissez des sites web de qualité traitant du thème abordé ici, merci de compléter l'article en donnant les références utiles à sa vérifiabilité et en les liant à la section « Notes et références ».
Bob Persichetti est un réalisateur, scénariste, storyboardeur et un animateur américain né le 17 janvier 1973. Il a notamment réalisé Spider-Man: New Generation avec Peter Ramsey et Rodney Rothman, auquel ils reçoivent l’Oscar du meilleur film d’animation 2019. Il a été directeur d’écriture et scénariste avec Irène Brignull sur Le Petit Prince de Mark Osborne, dont ils gagnent le César du meilleur film d'animation 2016. Il a été directeur d’écriture sur Le Chat potté et sur Shaun le mouton : La ferme contre-attaque .

## Filmographie

### Réalisateur
- 2018 : Spider-Man: New Generation co-réalisé avec Peter Ramsey et Rodney Rothman

### Scénariste
- 2019 : Shaun le mouton : La ferme contre-attaque directeur d’écriture
- 2015 : Le Petit Prince scénariste avec Irene Brignull et directeur d’écriture
- 2011 : Le Chat potté directeur d’écriture

### Storyboardeur
- 2004 : Shrek 2
- 2005 : Wallace et Gromit : Le Mystère du lapin-garou
- 2006 : Souris City
- 2009 : Monstres contre Aliens

### Animateur
- 1997 : Hercule
- 1998 : Mulan
- 1999 : Tarzan
- 1999 : Fantasia 2000
- 2000 : Kuzco, l'empereur mégalo
- 2002 : La Planète au trésor, un nouvel univers